# Another Part of Me
Another Part of Me is een nummer van Michael Jackson. Het nummer werd op 11 juli 1988, als zesde single van zijn album Bad uit 1987, uitgebracht op single.

## Achtergrond
In thuisland de Verenigde Staten werd het zijn eerste single van het album "Bad" wat niet op de nummer 1-positie terechtkwam. De plaat bereikte de 11 positie in de Billboard Hot 100. In Canada werd de 28e positie behaald, Australië de 44e, Nieuw-Zeeland de 14e, Duitsland de 10e, Ierland de 5e, in de Eurochart Hot 100 de 17e en in het Verenigd Koninkrijk de 15e positie in de UK Singles Chart.
In Nederland was de plaat op vrijdag 29 juli 1988 Veronica Alarmschijf op Radio 3 en werd een radiohit in de destijds twee hitlijsten op de nationale publieke popzender. De plaat bereikte de 10e positie in de Nederlandse Top 40 en piekte op een 8e positie in de Nationale Hitparade Top 100.
In België bereikte de plaat de 3e positie in zowel de voorloper van de Vlaamse Ultratop 50 als de Vlaamse Radio 2 Top 30. In Wallonië werd géén notering behaald.
Het nummer komt eigenlijk uit de film Captain EO uit 1986, waar Jackson in meespeelde. Het zou dus ook niet op het album "Bad" komen, maar producer Quincy Jones besliste dat Another Part Of Me in de plaats van Streetwalker toch op "Bad" zou komen te staan. Streetwalker is terug te vinden op de heruitgave van het album "Bad" uit 2001.

## Hitnoteringen

### Nederlandse Top 40
| Another Part of Me in de Nederlandse Top 40 - binnen 6-8-1988 | Another Part of Me in de Nederlandse Top 40 - binnen 6-8-1988 | Another Part of Me in de Nederlandse Top 40 - binnen 6-8-1988 | Another Part of Me in de Nederlandse Top 40 - binnen 6-8-1988 | Another Part of Me in de Nederlandse Top 40 - binnen 6-8-1988 | Another Part of Me in de Nederlandse Top 40 - binnen 6-8-1988 | Another Part of Me in de Nederlandse Top 40 - binnen 6-8-1988 | Another Part of Me in de Nederlandse Top 40 - binnen 6-8-1988 | Another Part of Me in de Nederlandse Top 40 - binnen 6-8-1988 |
| Week                                                          | 1                                                             | 2                                                             | 3                                                             | 4                                                             | 5                                                             | 6                                                             | 7                                                             |                                                               |
| ------------------------------------------------------------- | ------------------------------------------------------------- | ------------------------------------------------------------- | ------------------------------------------------------------- | ------------------------------------------------------------- | ------------------------------------------------------------- | ------------------------------------------------------------- | ------------------------------------------------------------- | ------------------------------------------------------------- |
| Nummer                                                        | 30                                                            | 14                                                            | 10                                                            | 10                                                            | 17                                                            | 34                                                            | 39                                                            | uit                                                           |

### Nationale Hitparade Top 100
Hitnotering: binnen 6-8-1988. Hoogste notering: #8 (2 weken).